# Perinereis broomensis
Perinereis broomensis är en ringmaskart som beskrevs av Hartmann-Schröder 1979. Perinereis broomensis ingår i släktet Perinereis och familjen Nereididae. Inga underarter finns listade i Catalogue of Life.